# 19. Waffen-Grenadier-Division der SS (lettische Nr. 2)
19. Waffen-Grenadier-Division der SS (lettische Nr. 2) var den andra divisionen med lettiska frivilliga i Waffen SS tjänst som organiserades under andra världskriget.
| Namn                                                   | datum                       |
| ------------------------------------------------------ | --------------------------- |
| Lettische SS-Freiwilligen-Brigade                      | maj 1943 - oktober 1943     |
| 2. Lettische SS-Freiwilligen-Brigade                   | oktober 1943 - januari 1944 |
| 19. Lettische SS-Freiwilligen-Division                 | januari 1944 - maj 1944     |
| 19. Waffen-Grenadier-Division der SS (lettische Nr. 2) | maj 1944 - maj 1945         |

## Organisation
Divisionens organisation:
- Waffen-Grenadier Regiment der SS 42 Voldemars Veiss
- Waffen-Grenadier Regiment der SS 43 Heinrich Schuldt
- Waffen-Grenadier Regiment der SS 44
- Waffen-Artillerie Regiment 19
- SS-Füsilier Battalion 19
- SS-Panzerjäger Abteilung 19
- SS-Flak Abteilung 19
- SS-Pionier Battalion 19